# تاتا ونچر
تاتا ونچر (Tata Venture) خودرویی است که در سال‌های ۲۰۱۱–در پونه، اوتاراکند و هند تولید شده‌است. طراحی آن خودروهای موتور عقب-محور عقب بوده است. 